# Чато, Билл
Билл Дже́ксон Ча́то (фр. Bill Jakson Tchato; 14 мая 1975, Мбиам, Камерун) — камерунский футболист, защитник клуба «Аль-Хор» и сборной Камеруна.

## Биография

### Клубная карьера
Чато переехал во Францию в 1984 году. Его родители тогда работали в посольстве Камеруна в Париже, затем в Лондоне. Четыре года спустя родители приняли решение, чтобы он оставался во Франции с приёмной семьёй Дегупел. Когда он играл в футбол во дворе, его заметил тренер команды «Сен-Пьер». Тогда он играл в нападении и забил около 50 мячей.
Вскоре стажировался в клубе «Кан». Успешно интегрировался в учебный центр. Оставался там в течение пяти лет. В 1996 году перебрался в «Валанс», где он отыграл 69 игр и забил 6 мячей. Позже играл два года в «Ницце», провёл 70 матчей забил 3 мяча. В 2000 году перебрался в «Монпелье», отыграл 63 матча, в течение трёх сезонов, обратил на себя внимание сильных клубов. И перешёл в «Кайзерслаутерн». В Бундеслиге дебютировал в матче против «Штутгарта». В 2005 году вернулся во Францию в «Ниццу», где он играл раньше. В период с 2006 по 2008 год представлял клуб «Катар СК». С лета 2008 года он играет за другой катарский клуб «Аль-Хор».

### Карьера в сборной
В 2001 году играл на Кубке Конфедераций, где его команда завершила турнир на третьем месте в группе. В 2002 году завоевал КАФ в финале победив сборную Сенегала 3:2. Провёл все три матча на чемпионате мира в 2002 году. В 2003 принял участие в Кубке Конфедераций, где Камерун занял второе место, проиграв в финале Франции 0:1 в дополнительное время.

## Статистика по сезоном
| Сезон   | Клуб           | Страна                   | Лига       | Матчи | Голы |
| ------- | -------------- | ------------------------ | ---------- | ----- | ---- |
| 1995/96 | Кан            | Флаг Франции (1974—2020) | Лига 2     | 18    | 0    |
| 1996/97 | Валанс         | Флаг Франции (1974—2020) | Лига 2     | 34    | 4    |
| 1997/98 | Валанс         | Флаг Франции (1974—2020) | Лига 2     | 35    | 2    |
| 1998/99 | Ницца          | Флаг Франции (1974—2020) | Лига 2     | 35    | 3    |
| 1999/00 | Ницца          | Флаг Франции (1974—2020) | Лига 2     | 35    | 0    |
| 2000/01 | Монпелье       | Флаг Франции (1974—2020) | Лига 2     | 35    | 0    |
| 2001/02 | Монпелье       | Флаг Франции (1974—2020) | Лига 1     | 23    | 0    |
| 2002/03 | Монпелье       | Флаг Франции (1974—2020) | Лига 1     | 11    | 0    |
| 2002/03 | Кайзерслаутерн | Флаг Германии            | Бундеслига | 16    | 0    |
| 2003/04 | Кайзерслаутерн | Флаг Германии            | Бундеслига | 23    | 1    |
| 2004/05 | Кайзерслаутерн | Флаг Германии            | Бундеслига | 17    | 0    |
| 2005/06 | Ницца          | Флаг Франции (1974—2020) | Лига 1     | 24    | 0    |
| 2006/07 | Катар СК       | Флаг Катара              | Q-лига     | ?     | ?    |
| 2007/08 | Катар СК       | Флаг Катара              | Q-лига     | ?     | ?    |
| 2008/09 | Аль-Хор        | Флаг Катара              | Q-лига     | ?     | ?    |